# Pirok
Pirok (mac. Пирок) – wieś w Macedonii Północnej, w gminie Bogowińe.